# ياسوهيرو ماتسودا
ياسوهيرو ماتسودا (باليابانية: 松田康博؛ بالكانا: まつだ やすひろ) هو عالم سياسة ومؤرخ ياباني، ولد في 1965 في هوكايدو في اليابان.

## وصلات خارجية
- الموقع الرسمي